# Under the Iron Sea
Under The Iron Sea é o segundo álbum de estúdio da banda britânica Keane, lançado em 2006. Durante sua primeira semana à venda no Reino Unido, o álbum foi para o # 1, vendendo 222.297 cópias de acordo com dados da Empresa Oficial Chart. Nos Estados Unidos, o álbum ficou em # 4 na Billboard 200, vendendo 75.000 unidades em sua primeira semana.  Desde 22 de janeiro de 2006, o álbum vendeu mais de 3,000,000 de cópias no mundo, e 900,000 no Reino Unido.

## Faixas
1. "Atlantic"
2. "Is It Any Wonder?"
3. "Nothing In My Way"
4. "Leaving So Soon?"
5. "A Bad Dream"
6. "Hamburg Song"
7. "Put It Behind You"
8. "The Iron Sea"
9. "Crystal Ball"
10. "Try Again"
11. "Broken Toy"
12. "The Frog Prince"